# Louis Isidore Duperrey
Louis Isidore Duperrey (1786–1865) va ser un mariner i explorador francès.

## Biografia
S'alistà a la marina el 1802, i serví com hidròleg marí a Louis Claude de Saulces de Freycinet a bord del vaixell Uranie (1817–1820). Va comandar el vaixell La Coquille en la seva circumnavegació a la Terra (1822–1825) amb Jules Dumont d'Urville com a segon a bord. René-Primevère Lesson també hi viatjà com doctor i naturalista. A la tornada a França el març de 1825, Lesson i Dumont hi aportaren una impressionant col·lecció d'animals i de plantes recollida a les Illes Malvines, Xile, Perú, illes del Pacífic, Nova Zelanda, Nova Guinea i Austràlia.
Ell va ser el primer a ajuntar en un mapa la totalitat de les Illes Gilbert (amb el nom que els va donar Krusenstern).
L'espècie Tiliqua duperreyi actualment Bassiana duperreyi (Gray, 1838), té l'epítet específic en el seu honor.